# Agrias estrella
Agrias estrella är en fjärilsart som beskrevs av Peter William Michael 1929. Agrias estrella ingår i släktet Agrias och familjen praktfjärilar. Inga underarter finns listade i Catalogue of Life.